# Edició especial

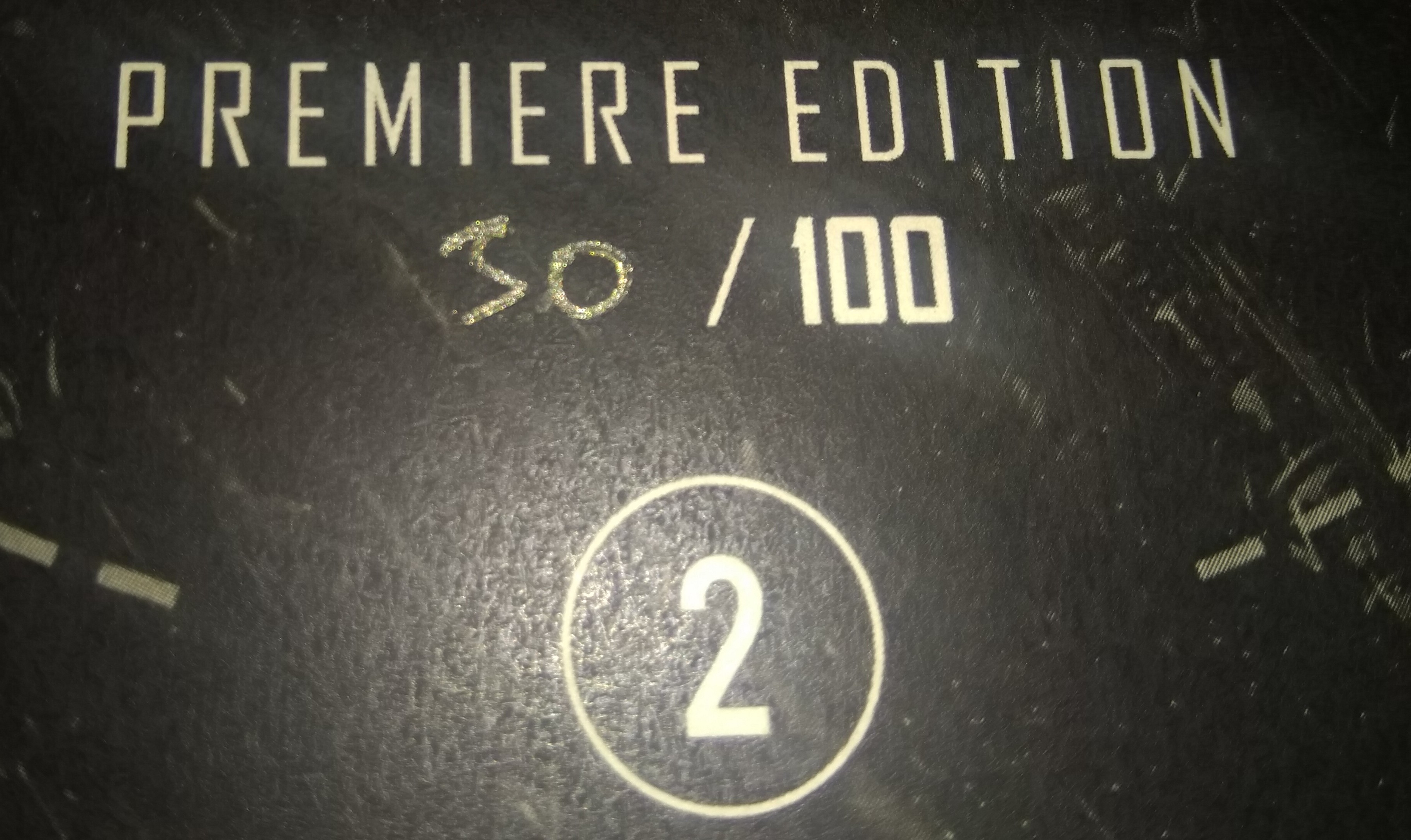
Exemple d´un llibre amb qualificació d´edició limitada

Els termes edició especial, edició limitada i variants com ara edició de luxe o edició de col·leccionista, s'utilitzen com un incentiu de màrqueting per a diversos tipus de productes, originalment publicats i relacionats amb les arts, com ara llibres, obra gràfica, videojocs o música i pel·lícules, però ara inclou també automòbils, vi i whisky, entre altres productes. Una edició limitada, com diu el seu nom, està limitada al nombre d'exemplars produïts, encara que de fet, el nombre pot ser molt baix o molt alt. Una edició especial implica que hi ha material extra d'algun tipus inclòs. El terme s'usa sovint en les estrenes de pel·lícules de DVD, sovint quan l'anomenada edició especial és en realitat l'única versió de llançament.

## Edició limitada

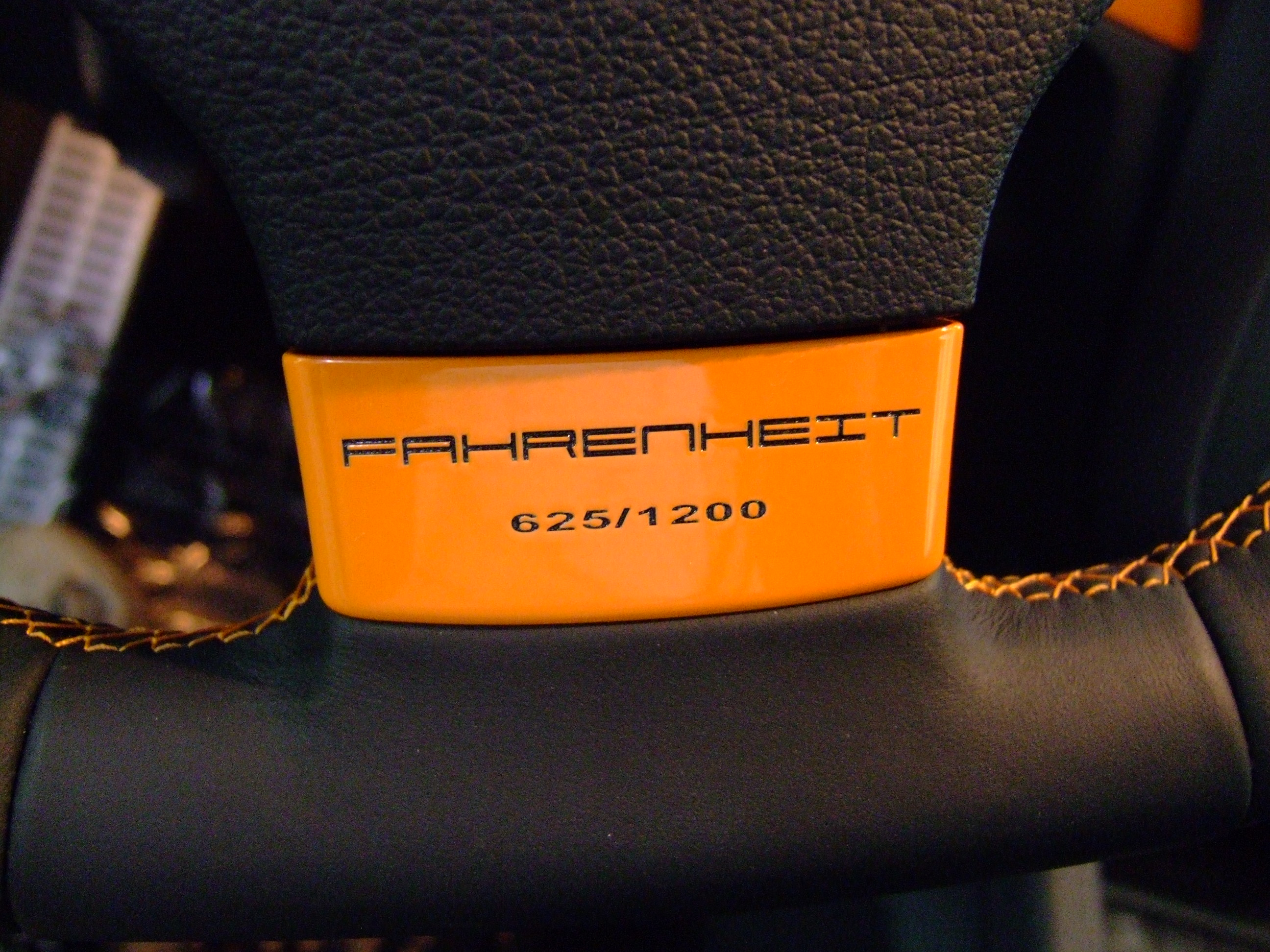
Edició numerada del 1.200 al volant d'un Volkswagen GTI Fahrenheit

Una edició limitada normalment està signada i numerada a mà per l'artista, normalment a llapis, de la forma (per exemple): 14/100. El primer número és el número de la impressió mateixa. El segon número és el nombre total de còpies que l'artista imprimirà d'aquesta imatge. Com més baix sigui el segon nombre, més valuoses i col·leccionables seran les edicions limitades, sigui quin sigui el seu rang de preus. També es poden produir un petit nombre de "proves d'artista", signades i amb "AP", "prova", etc. Les impressions que es lliuren a algú o que per algun motiu no són aptes per a la venda estan marcades amb “HC” o “H/C”, que significa no per a la venda.

### Protecció al consumidor
Als Estats Units, les edicions limitades estan regulades per les lleis estatals de protecció al consumidor. Califòrnia es va convertir en el primer estat a regular la venda d'impressions artístiques d'edició limitada amb la "Llei d'Impressió de Califòrnia" de 1971. Posteriorment, l'estat d'Illinois va ampliar l'estatut de Califòrnia. Tot i això, no va ser fins al 1986 que es van promulgar disposicions més completes, encara vigents en l'actualitat, amb l'aprovació de la "Llei d'Impressió de Geòrgia". Aquesta llei es va convertir en el model per als estatuts promulgats posteriorment per altres estats. La Llei d'Impressió de Geòrgia escrita pel (ex) Representant Estatal Chesley V. Morton va entrar en vigor l'1 de juliol de 1986.
La llei exigeix que els marxants d'art, artistes o subhastadors proporcionin informació als possibles compradors sobre la naturalesa de la impressió, el nombre d'impressions i edicions (incloses les edicions HC) produïdes i la participació (si n'hi hagués) de l'artista a la creació de la impressió. La pena per infracció de la llei varia des del simple reemborsament fins al triple de danys i perjudicis, en cas d'infracció dolosa. Aquells que infringeixen la llei també són responsables de les costes judicials, despeses i honoraris d'advocats. La llei s'aplica a obres d'art valorades en més de 100,00 $ (sense incloure el marc). Les organitzacions benèfiques estan específicament exemptes de les disposicions de la llei. El termini de prescripció és d'un any després del descobriment i, si el descobriment de la infracció no es fa en tres anys següents a la venda, els recursos del comprador s'extingeixen.

## Milking
En anglès, milking ( munyida), o double-dipping, es refereix a la pràctica de llançament de diverses edicions d'un mateix producte, en general CD, DVD o discos Blu-ray, alhora o en moments diferents, amb per atraure els consumidors que comprin més d'una edició. Això es pot fer, per exemple, en edicions especials, versions del director, edicions finals i en edicions per a col·leccionistes, de vegades amb diferents característiques o material complementari.